# Dominikana na Letnich Igrzyskach Olimpijskich 1984
Dominikana na Letnich Igrzyskach Olimpijskich 1984 w Los Angeles była reprezentowana przez 38 zawodników (34 mężczyzn, 4 kobiety). Zdobyli oni łącznie jeden medal.

## Medale
| Medal | Zawodnik      | Dyscyplina | Konkurencja |
| ----- | ------------- | ---------- | ----------- |
| Brąz  | Pedro Nolasco | Boks       | 51 - 54 kg  |